# Galaxea fascicularis
Galaxea fascicularis es una especie de coral de la familia Euphylliidae, orden Scleractinia.
Su esqueleto es macizo y está compuesto de carbonato cálcico. Tras la muerte del coral, su esqueleto contribuye a la generación de nuevos arrecifes en la naturaleza, debido a que la acción del CO2 convierte muy lentamente su esqueleto en bicarbonato cálcico, sustancia esta asimilable directamente por las colonias coralinas.
Su nombre común en inglés es "octopus coral", coral pulpo, debido a la cantidad de tentáculos barredores que despliega cuando rastrea su entorno para cazar. También se le conoce por coral galaxia, debido al efecto que produce el conjunto de las puntas brillantes de sus tentáculos.

## Morfología
Pueden formar colonias pequeñas, normalmente de menos de 40 cm de diámetro, con forma de cojín, o de incrustantes a submasivas. También forman grandes colonias de hasta 5 m de diámetro, que pueden desarrollar partes foliáceas o subramosas. Se trata de unos pólipos pequeños, de poco más de un centímetro de altura y unos 5 milímetros de diámetro, que forman un esqueleto muy denso. Los coralitos se disponen en forma plocoide sobre la superficie de la colonia, lo que significa que tienen sus propios muros, no fusionados con los coralitos contiguos, pero unidos a estos por láminas llamadas costa. Tienen una distintiva forma tubular, de entre 3 y 15 mm de altura, sobresaliendo entre 3 y 5 mm por encima del muro del coralito. Los coralitos adultos suelen tener 24 septos, no obstante, en las partes subramosas de las grandes colonias tan solo cuentan con 12 septos.
El color de su tejido es verde, marrón o rojo; presentando puntas iridiscentes en el extremo de sus tentáculos.

## Hábitat
Se encuentra en un amplio rango de hábitats y es una de las especies de coral predominante en las zonas internas de barreras coralinas. Ubicándose en las laderas del arrecife, suele encontrarse también en aguas protegidas de fuertes corrientes, y en aguas turbias. 
Ocurren en un rango de profundidad desde 1 hasta 15 m.

## Distribución geográfica
Su distribución geográfica comprende el Mar Rojo y el Indo-Pacífico, incluyendo la costa oriental africana, el Golfo de Aden, mares de la China (el meridional y el oriental), Indonesia, norte y este de Australia, Japón y hasta las islas del Pacífico central.
Es especie nativa de Arabia Saudí; Australia; Baréin; Birmania; Chagos; Camboya; Comoras; Islas Cook; Egipto; Emiratos Árabes Unidos; Eritrea; Estados Unidos (Islas menores alejadas); Filipinas; Fiyi; Polinesia Francesa; Guam; India; Indonesia; Irán; Irak; Israel; Japón; Jordania; Kenia; Kiribati; Kuwáit; Madagascar; Malasia; Maldivas; Islas Marianas del Norte; Islas Marshall; Mauricio; Mayotte; Micronesia; Mozambique; Nauru; Niue; Nueva Caledonia; Omán; Palaos; Papúa Nueva Guinea; Catar; Reunión; Samoa; Samoa Americana; Seychelles; Singapur; Islas Salomón; Somalia; Sri Lanka; Sudán; Tailandia; Taiwán; Tanzania; Tokelau; Tonga; Tuvalu; Vanuatu; Vietnam; Wallis y Futuna; Yemen y Yibuti.

## Alimentación
Los pólipos contienen algas simbióticas; mutualistas (ambos organismos se benefician de la relación) llamadas zooxantelas. Las algas realizan la fotosíntesis produciendo oxígeno y azúcares, que son aprovechados por los pólipos, y se alimentan de los catabolitos del coral (especialmente fósforo y nitrógeno). Esto les proporciona entre el 75 y el 95% de sus necesidades alimenticias. El resto lo obtienen atrapando plancton con sus tentáculos, y materia orgánica disuelta del agua.

## Reproducción
Galaxea fascicularis se reproduce tanto sexual como asexualmente. Asexualmente, mediante un proceso en el que cada pólipo se divide en dos o más pólipos hijos. Y sexualmente, liberando al agua tanto huevos como esperma para que se fertilicen. Hecho que suele suceder en primavera o verano, días después de la luna llena. Su estrategia reproductiva se conoce como pseudogonocorismo: las colonias tienen sexo diferenciado, y la emisión de los individuos masculinos consiste en esperma y huevos inviables cuya función es darle flotabilidad a ese esperma.
Los huevos fertilizados se convierten en larvas que circulan en la columna de agua, antes de establecerse y convertirse en pólipos. Posteriormente, el pólipo genera un esqueleto a su alrededor, el coralito, y, tras reproducirse asexualmente mediante gemación, va conformando la colonia coralina.

## Galería

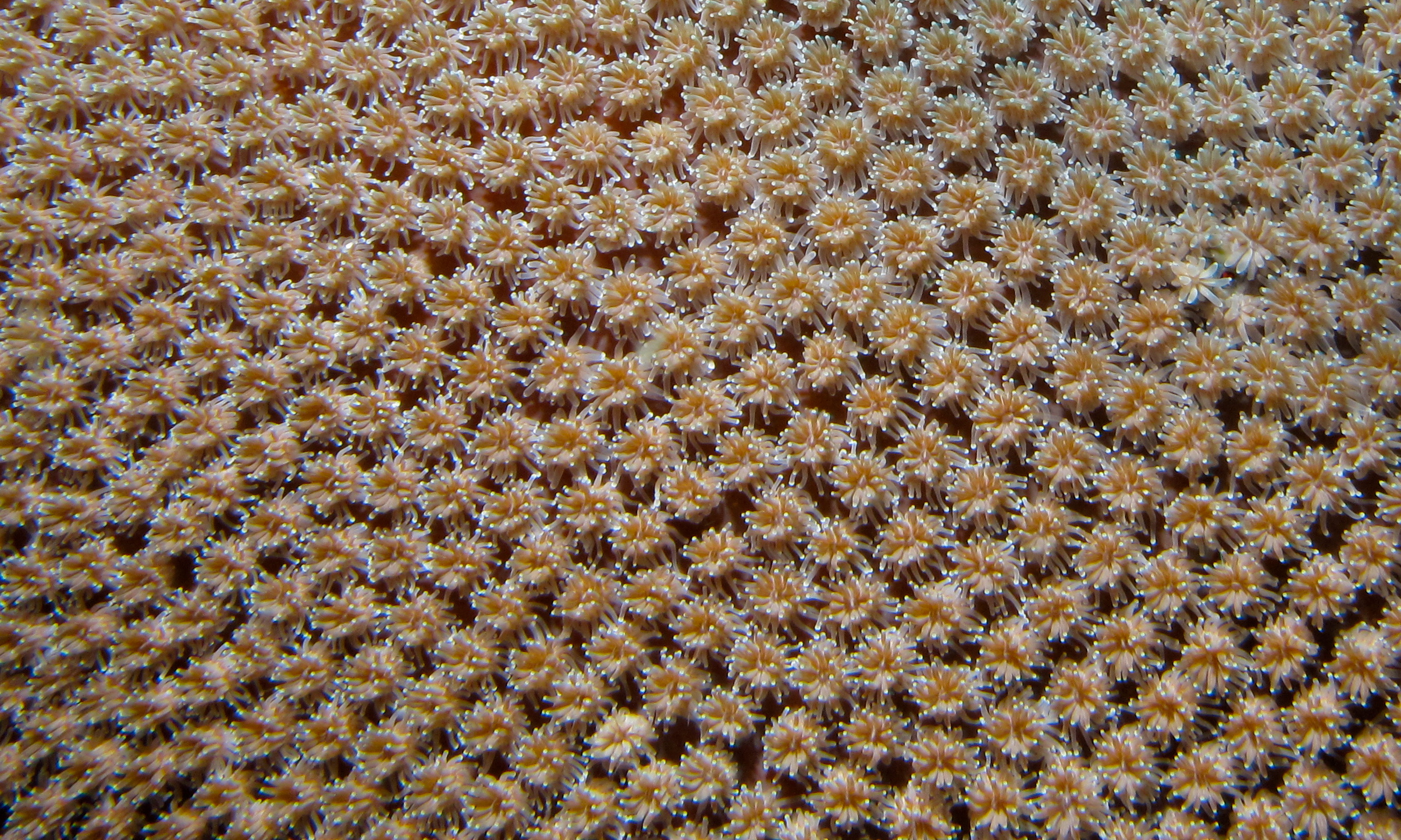
Pólipos de G. fascicularis en Bunaken, Indonesia.
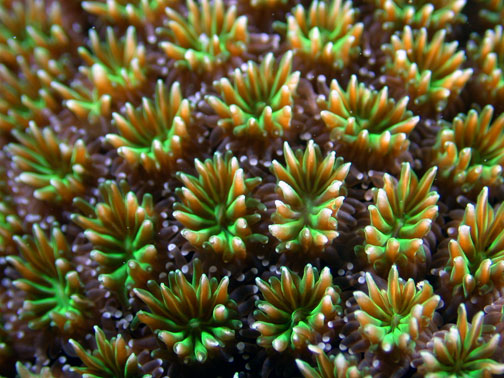
Primer plano de pólipos, en Samoa Americana.
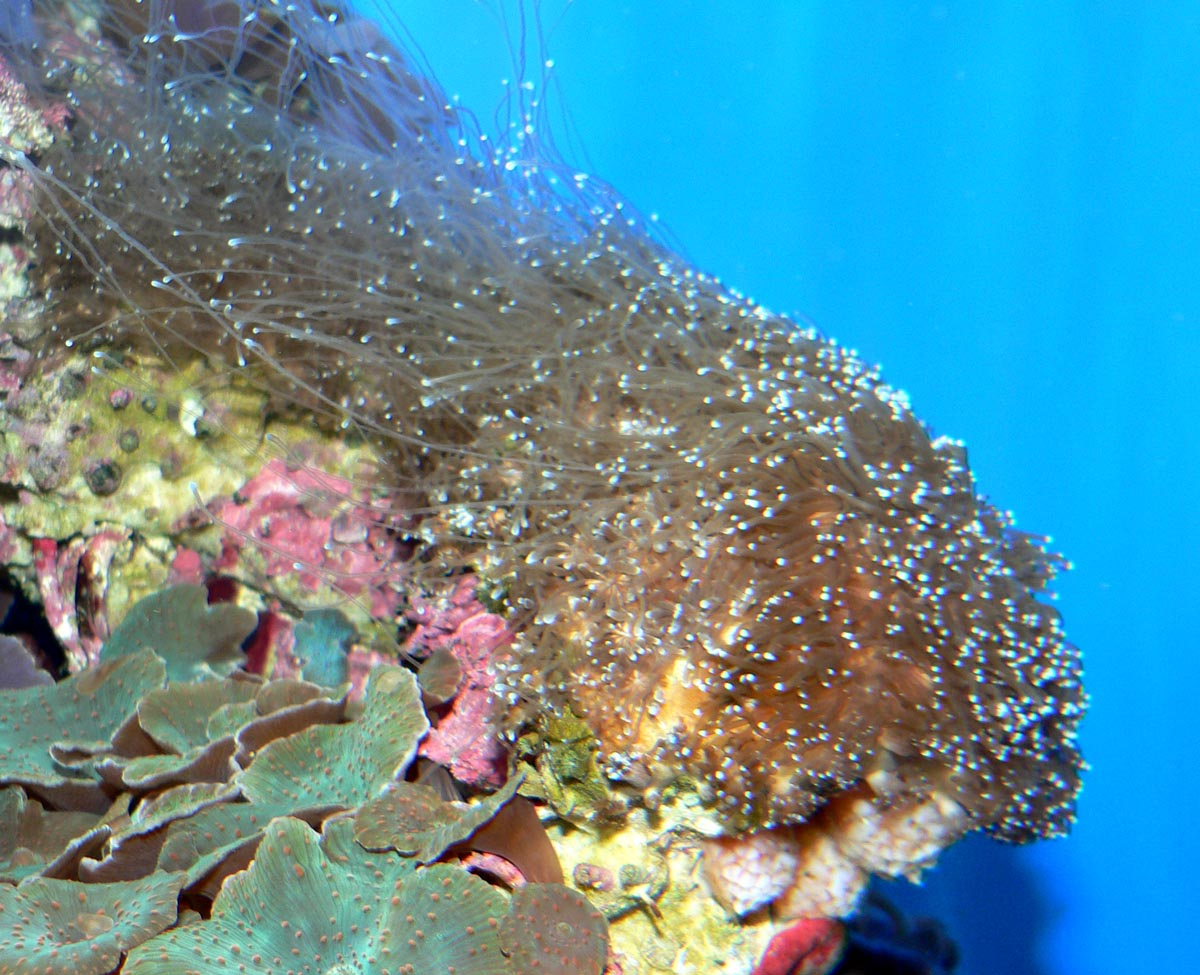
Colonia con tentáculos "barredores" plenamente expandidos.
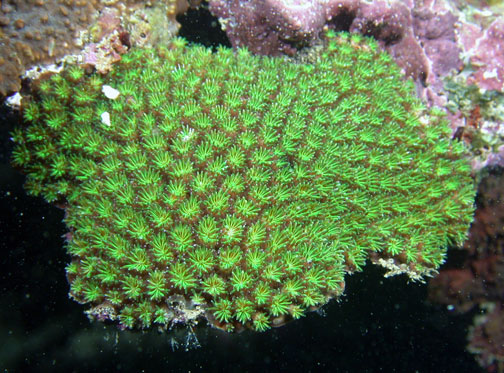
Colonia en el Parque Nacional de Samoa Americana.
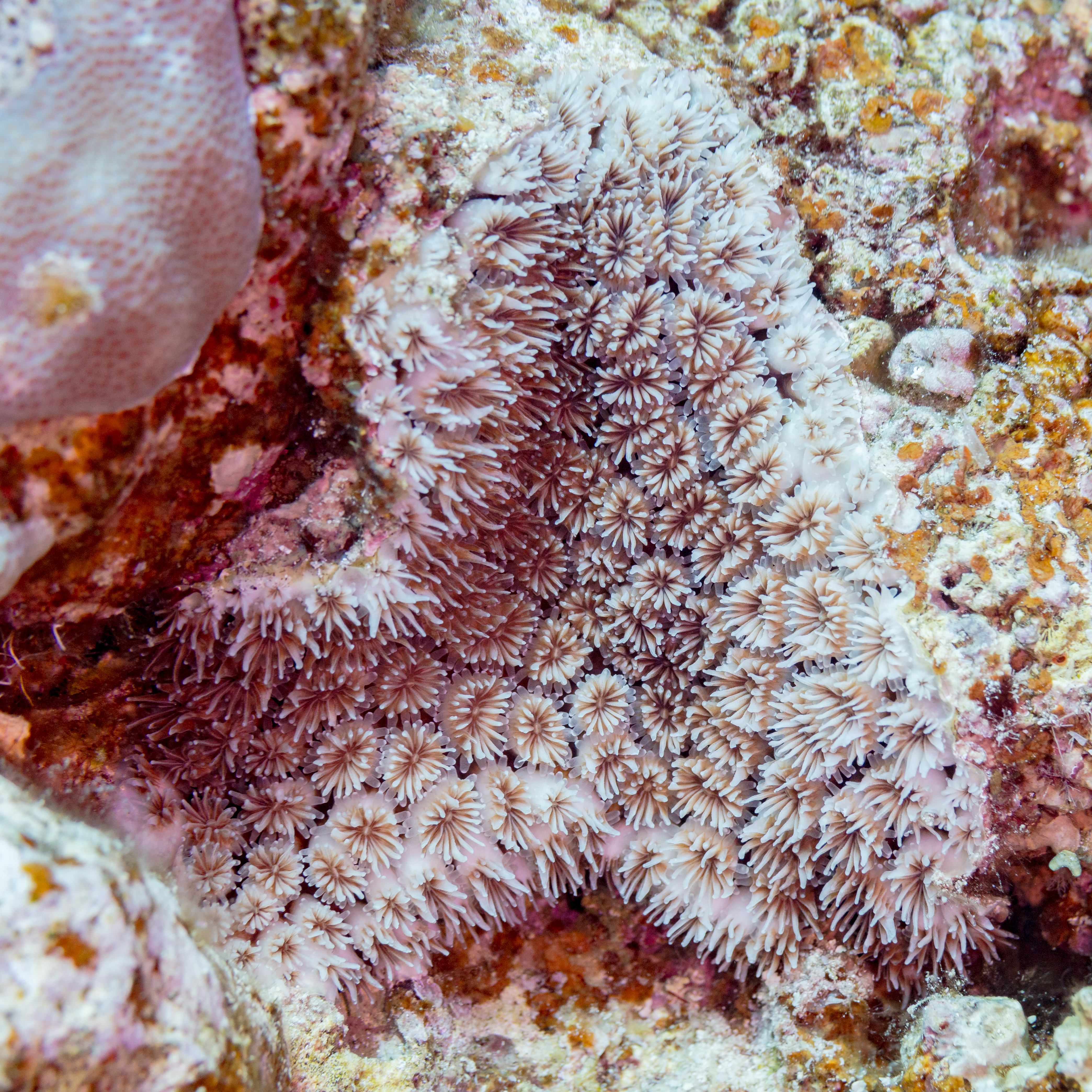
Colonia en el mar Rojo.

## Conservación
La amenaza conocida más importante para esta especie es la extensa reducción del hábitat de arrecifes de coral, debido a una combinación de amenazas, sin embargo, esta especie también se cosecha para el comercio de acuarios. El número total de corales exportados para esta especie en 2005 fue de 20.682. Las tendencias de población específicas son desconocidas, pero la reducción de la población se pueden deducir de la pérdida de hábitat estimada (Wilkinson 2004). Está muy extendida y es común en toda su área de distribución, y por lo tanto, es probable que sea más resistente a la pérdida de hábitat y la degradación de los arrecifes, debido a un tamaño efectivo de la población general asumido que es altamente estable, con una mayor variabilidad genética.
Las medidas recomendadas para la conservación de esta especie incluyen la investigación en taxonomía, la población, la abundancia y tendencias, el estado de la ecología y hábitat, amenazas y resistencia a las amenazas, la acción de restauración; identificación, creación y gestión de nuevas áreas protegidas; expansión de las áreas protegidas; gestión de la recuperación; y la gestión de la enfermedad por parásitos patógenos. La propagación artificial y técnicas como la criopreservación de gametos pueden ser importantes para la conservación de la biodiversidad de corales.